# Saison 2018 des Angels de Los Angeles
La saison 2018 des Angels de Los Angeles est la 58e saison en Ligue majeure de baseball pour cette franchise. 

## Saison régulière
La saison régulière de 162 matchs des Angels débute le 29 mars par une visite aux Athletics d'Oakland et se termine le 30 septembre suivant. Le match local d'ouverture au Angel Stadium d'Anaheim est programmé pour le 2 avril face aux Indians de Cleveland.

### Classement
| Ligue américaine division Ouest | V   | D  | %    | Diff. | Diff. (élim.) |
| ------------------------------- | --- | -- | ---- | ----- | ------------- |
| Astros de Houston               | 103 | 59 | ,636 | -     | -             |
| Athletics d'Oakland             | 97  | 65 | ,599 | 6     | -             |
| Mariners de Seattle             | 89  | 73 | ,549 | 14    | -             |
| Angels de Los Angeles           | 80  | 82 | ,494 | 23    | -             |
| Rangers du Texas                | 67  | 95 | ,414 | 36    | -             |